# Cosimo Ferro
Cosimo Ferro, född den 8 juni 1962 i Catania, Italien, är en italiensk fäktare som tog OS-brons i herrarnas lagtävling i värja i samband med de olympiska fäktningstävlingarna 1984 i Los Angeles.